# Давид Јелинек
Давид Јелинек (чеш. David Jelínek; Брно, 7. септембар 1990) је чешки кошаркаш. Игра на позицији бека, а тренутно наступа за Андору. 

## Биографија
Каријеру је започео сезоне 2006/07. у клубу Брно из свог родног града. Године 2007. преселио се у Шпанију и наредних пет сезона био је играч Хувентуда. Прву од тих пет сезона провео у њиховом младом тиму, друге две махом на позајмици у трећелигашу Прату, да би закључне две у потпуности одиграо у сениорској екипи клуба из Бадалоне. Лета 2012. прелази у турски клуб Олин Једрене, где се задржава до јануара 2013. када се враћа у АЦБ лигу потписивањем за Лаборал Кућу. Од августа 2014. је био члан руске екипе Краснаја Крила. У јануару 2015. поново одлази у Турску, али овога пута у екипу Ушак Спортифа где проводи остатак сезоне. Сезону 2015/16. проводи у екипи Анвил Влоцлавека, а од јула 2016. члан је Андоре.
Члан је сениорске репрезентације Чешке за коју је наступао на Евробаскету 2013.